# الیزابت ادی
الیزابت ادی (انگلیسی: Elizabeth Eddy؛ زادهٔ ۱۳ سپتامبر ۱۹۹۱) بازیکن فوتبال اهل ایالات متحده آمریکا است.
از باشگاه‌هایی که در آن بازی کرده‌است می‌توان به باشگاه فوتبال اورنج کانتی بلوز، اسکای بلو اف‌سی، و وسترن نیویورک فلش اشاره کرد.
وی همچنین در تیم‌های ملی فوتبال United States women's national under-17 soccer team و United States women's national under-20 soccer team بازی کرده‌است.